# Sydor Rey
Sydor Rey (właściwie Izydor Reiss, ur. 6 września 1908 w Wojniłowie, zm. 15 listopada 1979 w USA) – polski poeta i prozaik.

## Życiorys
Studiował prawo i nauki polityczne na Uniwersytecie Lwowskim, a następnie przeniósł się do Warszawy i kontynuował naukę na Uniwersytecie Warszawskim. Przez pewien czas pracował w sierocińcu prowadzonym przez Janusza Korczaka i Stefanię Wilczyńską. W 1929 zadebiutował, jako prozaik, opowiadanie nosiło tytuł „Królestwo Boże” i było opowieścią o fikcyjnej, prywatnej fabryce, gdzie podczas wizyty znajomy właściciela zauważa wiele nieprawidłowości i szczegółowo punktuje złe zarządzanie i fatalne warunki pracy. Od 1934 należał do założonego rok wcześniej Zespołu Literackiego Przedmieście. W 1935 Rey przetłumaczył z jidysz na polski powieść biograficzną Moisesha Grosmana o Karolu Marksie.

### Kropiwniki
Jego pierwsza powieść ukazała się w 1937 i nosiła tytuł Kropiwniki, tytuł pochodził od nieistniejącego miasteczka na Wołyniu. Pod tą nazwą pisarz ukrył rodzinny Wojniłów, który opisał przez pryzmat życia trzech pokoleń mieszkańców pochodzących z trzech różnych grup społecznych i narodowych – Żydów, Polaków i Ukraińców. Przedstawienie wykształconych Polaków o szlacheckich korzeniach, przedsiębiorczych Żydów i biedoty ukraińskich chłopów zamieszkujących okoliczne wsie wywołało swoją bezpośredniością szeroki oddźwięk u czytelników i krytyków.
Jerzy Andrzejewski na łamach „Prosto z mostu” zarzucił Sydorowi Reyowi propagowanie treści komunistycznych oraz marnowanie talentu literackiego na rzecz pisania opowiadań niskich lotów, w podobnym tonie wypowiadał się w tym czasopiśmie Adolf Nowaczyński. Witold Gombrowicz pisał, że Kropiwniki będące literackim debiutem rozczarowały go powielaniem sprawdzonych schematów.

### Spacer
Kolejnym dziełem było opowiadanie „Spacer”, które obrazowało rozmiar polskiego antysemityzmu. Tytuł odnosi się do spaceru dwóch mężczyzn o homoseksualnej orientacji seksualnej, z których jeden jest Żydem a drugi Polakiem. Panowie jawnie okazują sobie czułość, ale nie to jest przyczyną oburzenia otoczenia. Przechodniów gorszy fakt, że są to mężczyźni dwóch różnych narodowości, Polaków oburza, że jeden z panów jest Żydem, a Żydów, że jeden z nich zadaje się z Polakiem. W tym opowiadaniu Sydor Rey poruszył wyjątkowo wątek homoerotyczny, sam pisarz był biseksualny. Tematyka ta powróciła jeszcze raz w opowiadaniu „Na plaży”.
W 1936 był jednym z sygnatariuszy listu otwartego polskich pisarzy potępiającego pacyfikację protestów robotniczych, które miały miejsce w 21 marca tego roku w krakowskiej fabryce Semperit.

### Na emigracji
Wiosną 1939 Sydor Rey opuścił Polskę, wyemigrował do Stanów Zjednoczonych i osiadł w Nowym Jorku, gdzie założył i prowadził antykwariat. Pozostała w Polsce rodzina zginęła podczas II wojny światowej. Publikował w wydawanym w języku polskim tygodniku „Aktualności”. W 1958 podczas ankiety przeprowadzanej wśród pisarzy tworzących na emigracji oświadczył, że nie czuje się emigrantem, ponieważ duchowo nadal jest Polakiem i uważa się za polskiego pisarza. W 1959 ukazał się pod wspólnym tytułem Księga rozbitków zbiór osiemnastu opowiadań dotyczących Holokaustu widzianego z bezpiecznego Nowego Jorku. W 1963 udzielił wywiadu Polskiemu Radio, w Polsce planowano wydać Księgę rozbitków i wznowić Kropiwniki, ale stwierdzono, że ich publikacja byłaby zbyt kontrowersyjna. Pomiędzy 1962 a 1966 w londyńskich „Wiadomościach” ukazywała się powieść w odcinkach pod tytułem Ludzie miejscowi. W 1967 ukazał się zbiór wierszy pod tytułem Własnymi słowami, który został bardzo surowo oceniony przez Mariana Pankowskiego, w wyniku tej oceny Sydor Rey nawiązał z nim długą polemikę. W 1966 pisarz przekazał zbiór swoich rękopisów i dokumentów do Biblioteki Syracuse w Syracuse (Nowy Jork). Korespondencja prowadzona z Salo Wittmayer Baronem została dołączona do zbioru Salo W. Baron Papers 1900-1980 i jest przechowywana w Wydziale Zbiorów Specjalnych Biblioteki Uniwersytetu Stanford, zbiór korespondencji Sydora Reya z polskim krytykiem Michałem Chmielowcem przekazano do zbiorów Archiwum Informacji o Emigracji w Uniwersytecie Mikołaja Kopernika w Toruniu.